# Château de Massuguiès
Le château de Massuguiès est un château situé dans la commune du Masnau-Massuguiès dans le département du Tarn, en France et classé aux monuments historiques depuis le 20 octobre 1995.

## Origine

### Situation
Le château est situé dans la haute vallée du Dadou. À 700 mètres d'altitude au cœur des monts de Lacaune, c'est un château de montagne qui surplombe les gorges de la rivière toute proche.

### Historique
La première trace de la seigneurie de Massuguiès dans les archives, date de 1166, lorsque le propriétaire la donne à l'abbaye de Bonnecombe dans le Rouergue. En 1256, elle est vendue à une riche famille. Le château médiéval subit un pillage pendant la guerre de Cent Ans et un massacre de la garnison protestante par les catholiques lors des guerres de religion. Les restes des fortifications sont achetés par Jean Lacger en 1606. C'est lui qui reconstruit l'édifice actuel, soucieux d'adjoindre un fief à son titre de noblesse de robe.

## Description
Le château a gardé du château initial du XIVe siècle, le plan quadrangulaire et deux tours carrées. Deux tours rondes et les trois corps de logis datent du XVIIe siècle. Les tours occupent les angles du château et la cour est fermée par un mur sur le quatrième côté. Des meurtrières dans les tours rappellent le rôle militaire de l'ancien château. La tour nord, plus imposante, laisse à penser qu'elle fut le donjon. Le long des façades sud et ouest se trouvent des restes des anciennes douves. 
Les murs sont enduites en décor de fausse pierre et les toitures sont en ardoise.
La porte d'entrée garde les traces d'un ancien pont-levis. Les façades sont largement ouvertes par des fenêtres à meneau.
À l'intérieur, des murs peints, des plafonds à la française, un grand escalier de grès, un salon de musique et un salon chinois sont à mentionner.
Le château est ouvert à la visite entre début juillet et début août

## Sources
1. 1 2 3  « Château de Massuguiès », notice no PA00135478, sur la plateforme ouverte du patrimoine, base Mérimée, ministère français de la Culture (consulté le 29 octobre 2015).
2. 1 2  « Notice historique du château de Massuguiès », Site officiel du château (consulté le 30 octobre 2015)
3. 1 2 3 4 5  Philippe Cros, Châteaux manoirs et logis : Le Tarn, Chauray, Éditions patrimoines médias, octobre 1999, 319 p. (ISBN 2-910137-43-0), p. 292-293
4. ↑  « Le château de Massuguiès : déroulement d'une visite », Site officiel du château (consulté le 30 octobre 2015)